# Lester Bowie
Pour les articles homonymes, voir Bowie.
Lester Bowie (11 octobre 1941 – 8 novembre 1999) était un trompettiste, compositeur de jazz américain et cofondateur de l'Art Ensemble of Chicago.

## Biographie

### Jeunesse et formation
Né à Frederick (Maryland), Lester Bowie Jr. a grandi à Saint-Louis (Missouri) et a commencé à étudier la trompette à l'âge de 5 ans avec son père, musicien professionnel. Il a joué avec des musiciens de blues comme Little Milton et Albert King et avec des vedettes du rhythm and blues comme Solomon Burke, Joe Tex, et Rufus Thomas. 

### Carrière
En 1965 il devient le directeur musical de la chanteuse de soul Fontella Bass. Il est cofondateur du BAG (Black Artists' Group (en)) à St Louis dans le Missouri,.
En 1966, il rejoint "l'Association for the Advancement of Creative musicians (AACM)",.
En 1966 il déménage pour Chicago où il travaille comme musicien de studio et rencontre Muhal Richard Abrams et Roscoe Mitchell (en). Il intègre l'AACM et fonde en 1968 l'Art Ensemble of Chicago avec Mitchell, Joseph Jarman (en) et Malachi Favors. Il reste membre de ce groupe toute sa vie. 
En 1978, il enregistre avec Jack DeJohnette l'album New Directions (Jack DeJohnette album) (en),. 
Lester Bowie a vécu et travaillé en Jamaïque et en Afrique.  
En 1999, il a joué et enregistré avec Fela Kuti,.
En 1984 il forme le Lester Bowie's Brass Fantasy, un nonet d'instruments à vent dans lequel il démontre les liens du jazz avec les autres formes de musique populaire. Avec ce groupe, il a enregistré des compositions popularisées par Whitney Houston, Michael Jackson, Marilyn Manson et les Spice Girls[réf. nécessaire]. 
Son New York Organ Ensemble enregistre en 1991 l'album The Organizer (album) (en) avec  Steve Turre, Amina Claudine Myers, James Carter, Phillip Wilson et Don Moye (en).
Bien que parfois considéré comme un musicien d'avant-garde, Bowie intègre des techniques empruntées à l'ensemble de l'histoire de la trompette en jazz  comme le growl à la manière de Cootie Williams, les effets de demi-pistons hérité de Rex Stewart, etc.
Bowie a pris une direction musicale aventureuse et humoristique.
En 1994, il critique le style de Wynton Marsalis commercialement piégé et trop conservatrice, il fut néanmoins le trompettiste préféré de Marsalis.

### Vie personnelle
Il est le frère de Joseph Bowie, un tromboniste et leader du groupe de jazz-funk Defunkt et de Byron Bowie, un saxophoniste et arrangeur, compositeur de jazz.
En 1965, il épouse la chanteuse et pianiste afro-américaine Fontenella Bass, le couple divorce en 1978,,
En 1999, Lester Bowie décède chez lui des suites d'un cancer du foie dans son domicile de Fort Greene, à New York.
Lester Bowie repose au cimetière de Bartonsville, Maryland.